# Duizendjarige Eik

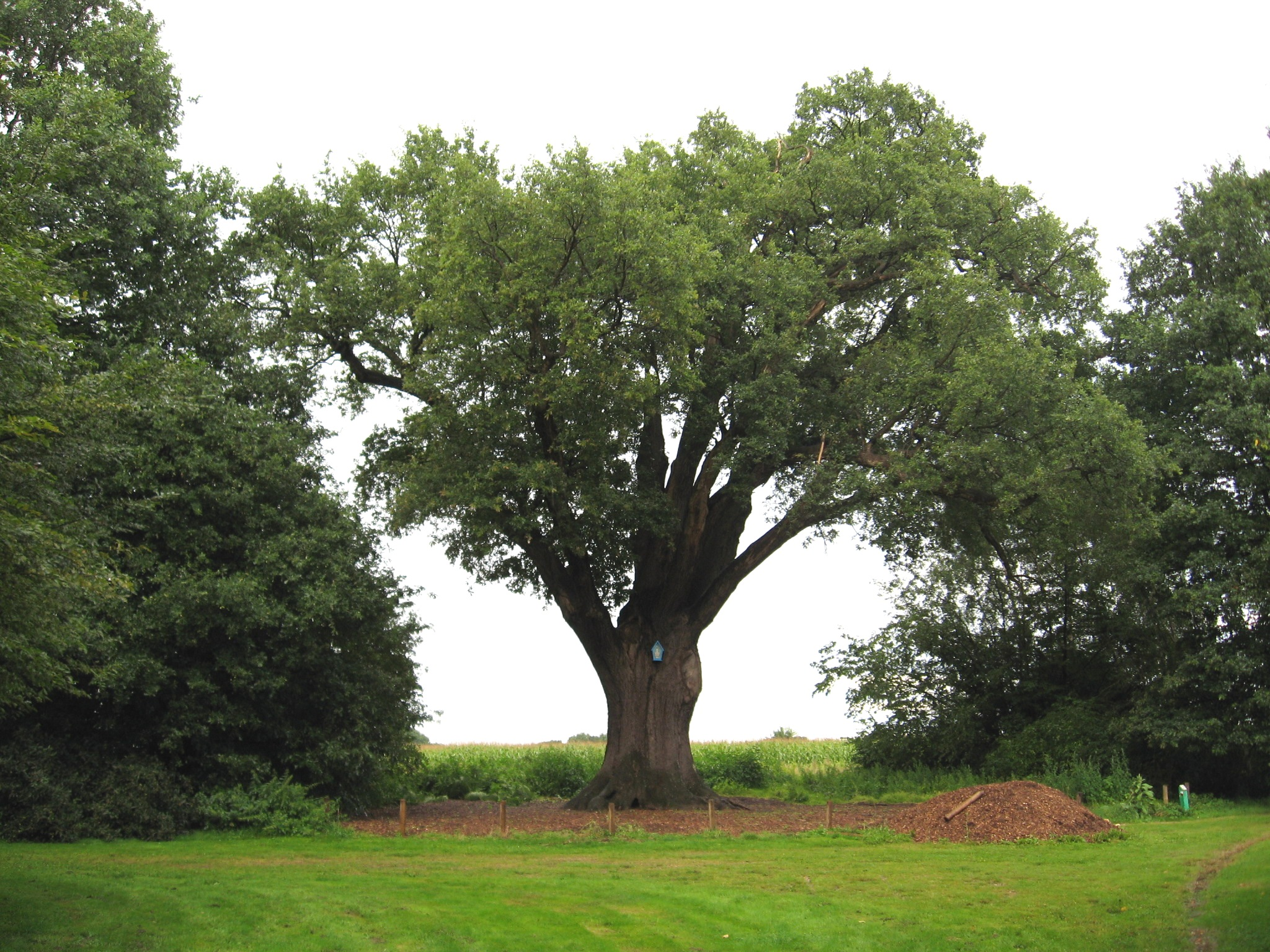
De eik

De Duizendjarige Eik is een eikenboom in het gehucht Mellaar in de Belgische gemeente Lummen. De boom staat in een bosgebiedje ten noorden van de Dikke Eikstraat. In dat bosgebiedje staan enkele oude eiken die de zoon van de Duizendjarige Eik en de kleinzoon van de Duizendjarige Eik genoemd worden.
De omtrek van de stam van Duizendjarige Eik is ongeveer 6,3 m. De kern van de boom is weggerot.

## Geschiedenis
De Duizendjarige Eik van Lummen staat op een plaats die op oude kadasterkaarten 'Het Verbrand' wordt genoemd. In een document uit de 17e eeuw wordt er verklaard dat iemand bij de 'grote eik' onthoofd werd. Mogelijk werden misdadigers na de executie verbrand, waardoor deze plaats de naam 'Het Verbrand' kreeg.
Pastoor van Berbroek verklaarde in 1609 dat hij iemand aan de Dike Eik onthoofd zag worden. In 1614 vond aan de boom het heksenproces plaats van de Linkhoutse Odilia Sraets en haar dochter Lynke (Helena). Ze bekenden dat ze de meid van Kenens met een boekweitkoek vergiftigd hadden. De straf die ze daar voor kregen, was levende verbranding. Ze kregen echter strafvermindering, zodat ze eerst verstikt werden en daarna pas verbrand.
In de 17e eeuw zouden naar deze boom heksen zijn geleid voor de uitvoering van hun doodstraf.
In 1940 kreeg de Duizendjarig Eik met de omgeving bescherming als waardevol landschap.
In 1967 stichtte een boer in de boom twee keer brand die tweemaal werd geblust.
In 1973 werd het perceel met de eik door de gemeente Lummen aangekocht van baron André de Moffarts.
In 2000 werd er op het domein een Millenniumbos met 120 jonge eiken aangeplant.